# Olga Franca
Olga Franca, slovenska političarka in ekonomistka, * 28. april 1960, Pazin

## Življenjepis
Obiskovala je srednjo ekonomsko šolo. V zavarovalništvu dela več kot 30 let, od leta 2001 je direktorica izvajanja zdravstvenih zavarovanj. Študirala je ob delu in si tako pridobila najprej višjo strokovno izobrazbo ekonomistke, zatem pa še visoko, univ. dipl. ekonomist. Leta 2004 se je vpisala na magistrski študij na Fakulteti za management v Kopru. Sodeluje s civilno iniciativo Alpe Adria Green (AAG).

### Zasebno
Odraščala je v Ospu kot peta hči v družini s šestimi otroki. Z družino živi v Dekanih pri Kopru.

## Politika
V SLS je vstopila 1. julija 1998. Od leta 1999 do 2002 je bila blagajniški nadzornik v SLS Koper, od leta 2002 do 2006 pa podpredsednica SLS Koper. Na lokalnih volitvah 1998 je kandidirala na listi SLS za občinski svet, leta 2006 pa je bila nosilka liste SLS za občinski svet. Na državnozborskih volitvah leta 2008 je prvič kandidirala za poslanko v volilni enoti Koper podeželje. Je koordinatorka regijskih odborov Primorske, Notranjske in Gorenjske. V občinski svet Mestne občine Koper je bila izvoljena na lokalnih volitvah 10. julija 2011.
Od 26. aprila 2006 je predsednica Mestnega odbora SLS Koper. Je tudi članica Kluba kulturnikov SLS, predsednica strokovno operativnega odbora za zdravstvo SLS, članica programskega odbora za delo, družino in socialo in članica upravnega odbora Ženske zveze Slovenska Istra.
Na državnozborskih volitvah leta 2011 je kandidirala na listi SLS. Na Lokalnih volitvah 2018 je v Mestni občini Koper kandidirala za županjo.